# Мартич, Анджелка
Анджелка Мартич (хорв. Anđelka Martić; 1 мая 1924, Загреб — 11 ноября 2020) — хорватская писательница и литературная переводчица. Наиболее известна своей детской военной прозой, особенно романом «Пирго» о дружбе мальчика и оленёнка в вихре Второй мировой войны.

## Биография
Мартич родилась 1 мая 1924 года в Загребе второй из троих детей. Её отец умер молодым в 1933 году, а болезненная мать с трудом сводила концы с концами, поэтому Мартич проводила время с бабушкой и дедушкой в сельской местности. Эти визиты стали одним из главных мотивов её литературного творчества.
Накануне Второй мировой войны окончила среднюю школу. После того, как её брат, активист сопротивления, был разоблачён и схвачен в 1941 году хорватской марионеточной государственной милицией и казнён в феврале 1942 года в концентрационном лагере Ясеновац, она присоединилась к партизанам и работала военным корреспондентом. В конце войны приняла участие в освобождении Белграда и была награждена югославским орденом «За храбрость» за спасение раненого товарища.
Первые стихи Мартич были опубликованы в журнале Kulturni prilozi. После войны работала журналисткой в газетах Vjesnik и Omladinski borac, а также в детском журнале Pionir. Была главным редактором детского журнала Radost и главным редактором издательства Naša djeca. С 1954 года являлась членом Союза хорватских писателей.
Умерла 11 ноября 2020 года. Похоронена на кладбище Мирогой в Загребе.

## Творчество
Мартич писала стихи, детские книги и тексты для иллюстрированных книг. Она является самым выдающимся автором хорватской военной прозы для детей; однако некоторые из её произведений представляют собой автобиографические книги и фантастическую прозу в лучших традициях хорватской писательницы Иваны Брлич-Мажуранич. В своём романе «Пирго», написанном от первого лица, Мартич рассказывает лирическую историю о войне, в которой страдают все без исключения.
Её произведения были переведены на иностранные языки, от польского, чешского, русского и итальянского до эсперанто, китайского и персидского. Она сама перевела ряд книг со словенского языка.
Опубликованные произведения:
| - Mali konjovodac i druge priče – Загреб, 1951 - Bjelkan – Загреб, 1951 - Pirgo – Загреб, 1953 - Jezero u planini – Загреб, 1956 - Vuk na Voćinskoj cesti – Загреб, 1956 - U vihoru – Загреб, 1958 - Dječak i šuma – Загреб, 1960 - Kurir Dragan i njegovo konjče – Сараево, 1961 - Neugasivi životi – Загреб, 1961 - Mali borac – Загреб, 1964 | - Proljeće, mama i ja – Загреб, 1968 - Baba Kata – Загреб, 1971 - Djedica Pričalo i čarobni vrutak – Загреб, 1977 - Šašavi dani – Загреб, 1978 - Mali konjovodac – Загреб, 1985 - Izabrana djela в Pet stoljeća hrvatske književnost – Загреб, 1991 - Zarobljenik šumske kuće – Загреб, 1999 - Tri lisice i šumski car – Загреб, 2002 - Dječak div i druge bajke – Загреб, 2002 |  |

## Награды
За свою литературную деятельность Анджелка Мартич была награждена югославским орденом Труда с Золотым венком. В 1973 году получила орден Улыбки — уникальную награду, присуждаемую от имени детей Польши.